# Orthochirus afar
Espèce
Synonymes
- Orthochirus borrii Rossi, 2017

Orthochirus afar est une espèce de scorpions de la famille des Buthidae.

## Distribution
Cette espèce se rencontre en Éthiopie, en Érythrée, à Djibouti et en Somalie au Somaliland.
Sa présence est incertaine au Soudan.

## Description
Le mâle holotype mesure 25,98 mm et la femelle paratype 28,95 mm.
Les mâles mesurent de 23 à 30 mm et la femelle 29 mm.

## Systématique et taxinomie
Cette espèce a été décrite par Kovařík, Lowe et Šťáhlavský en 2016.
Orthochirus borrii a été placée en synonymie par Kovarik et Lowe en 2022.

## Étymologie
Cette espèce est nommée en l'honneur des Afars.

## Publication originale
- Kovařík, Lowe & Šťáhlavský, 2016 : « Scorpions of the Horn of Africa (Arachnida: Scorpiones). Part IX. Lanzatus, Orthochirus, and Somalicharmus (Buthidae), with Description of Lanzatus somalilandus sp. n. and Orthochirus afar sp. n. » Euscorpius, no 232, p. 1-38 (texte intégral).